# Rtęcica
Rtęcica, zatrucie rtęcią – choroba wywołana poprzez akumulację rtęci w organizmie człowieka. Dochodzi do niej głównie w wyniku spożywania zanieczyszczonego pokarmu, używania urządzeń zawierających rtęć (jak np. termometry), narażenia zawodowego (wydobycie złota) oraz podczas zabiegów dentystycznych z wykorzystaniem amalgamatów. Rtęć uszkadza centralny układ nerwowy człowieka oraz układ hormonalny. Może doprowadzić do uszkodzenia warg, zębów oraz dziąseł. Długi czas styczności ze związkami rtęci prowadzić może do urazów mózgu oraz śmierci. Wpływa negatywnie na rozwój płodu oraz niemowlęcia. Szczególnie niebezpiecznymi związkami rtęci są metylortęć i dimetylortęć, które były stosowane jako pestycydy i środki przeciwgrzybiczne.

## Przykłady
Najbardziej znany przypadek: do masowego zatrucia rtęcią doszło w rejonie okręgu zatoki Minamata w Japonii w roku 1956 (zob. choroba z Minamaty).
Do zatrucia rtęcią doszło również w Iraku w latach 1971–1972 na obszarze wiejskim, gdzie importowane zboże z pestycydem zawierającym metylortęć przeznaczone wyłącznie do zasiewu, zostało użyte do wypieku domowego chleba oraz jako pasza dla zwierząt hodowlanych. Z powodu zatrucia rtęcią zmarło wtedy 459 osób, a 6530 osób hospitalizowano.